# داميان فلمنج
داميان فلمنج (24 أبريل 1970 في أستراليا - ) (بالإنجليزية: Damien Fleming)‏ هو لاعب كريكت أسترالي. شارك في دورة ألعاب الكومنولث 1998. وشارك مع منتخب أستراليا الوطني للكريكت. أما مع فريق رياضي، فقد لعب مع فريق فكتوريا للكريكت ونادي وارويكشاير للكريكيت ‏ وفريق جنوب أستراليا للكريكت ‏.

## وصلات خارجية
- داميان فلمنج على موقع إي آس بي آن كريك إنفو (الإنجليزية)
- داميان فلمنج على موقع اتحاد ألعاب الكومنولث (مؤرشف) (الإنجليزية)